# Військово-історичний комплекс «Михайлівська батарея»
Військово-історичний комплекс «Михайлівська батарея» — унікальний музейний комплекс, розташований у приміщеннях Михайлівської берегової казематної батареї на північному березі Севастопольської бухти.

## Загальні відомості
Рішення про створення на території Михайлівської батареї історико-музейного комплексу було прийняте в серпні 2009 року. За короткий проміжок часу (трохи більше трьох місяців, із 15 березня до початку липня 2010 року) була проведена реконструкція форту і прилеглої території. Під час проведення підготовчих робіт у стінах батареї було виявлено багато знахідок часів як Кримської, так і Німецько-радянської війни.
Фінансування ремонтних робіт і реконструкції батареї здійснювалося коштами українського мецената, засновника «Музею Шереметьєвих», власника «Торгового дому Шереметьєвих» Олексія Шереметьєва.
Музейний комплекс відкрився 4 липня 2010 року, в День військово-морських сил України. На урочистостях з нагоди відкриття музею були присутні міністр оборони України Михайло Єжель, представники командування Збройних сил та ВМС України, керівники міста Севастополь.

## Експозиція музею
Перша відкрита експозиція — тематична експозиція «Героїчний Севастополь» — виставка з приватної колекції Олексія Шереметьєва. Експозиція займає другий ярус будівлі форту. Загальна площа експозиції 2,5 тисяч м². Експозиція розміщується у тридцяти виставкових залах і налічує понад 10 тисяч експонатів.
В експозиції представлені значимі раритети та унікальні експонати, які не мають аналогів: власноручні креслення інженер-генерала Е. Тотлебена, особиста печатка адмірала М. Лазарєва, дипломатичний паспорт генерал-лейтенанта А. Денікіна, радіограма М. Фрунзе до П. Врангеля з вимогою скласти зброю, унікальні документи другої оборони Севастополя. Велика колекція різних видів військової форми, починаючи з середини XIX століття, холодної і вогнепальної зброї (у тому числі важкі кулемети «Віккерс», «Шварцлозе», «Максим»). Особливе місце в музеї займає діорама «Балаклавська битва — атака легкої кавалерії» Данила Бержицького. На діорамі відтворена картина драматичного бою, що відбувся 13 (25) жовтня 1854 року — атака Донської козачої батареї англійською легкою кавалерією.
У музеї ведуться роботи зі створення на зовнішньому майданчику комплексу експозиції військово-морського озброєння.

## Години роботи
Час роботи музейного комплексу з 10.00 до 18.00. Вихідний день — понеділок.
Вартість квитків: дорослий — 25 грн., дитячий — 10 грн., екскурсія — 25 грн., фото- і відеозйомка безкоштовні.
Потрапити до музею з центру Севастополя краще за все катером на Радіогірку з Артилерійської бухти.